# Plenty Of Fish
 (septembre 2020).
Si vous disposez d'ouvrages ou d'articles de référence ou si vous connaissez des sites web de qualité traitant du thème abordé ici, merci de compléter l'article en donnant les références utiles à sa vérifiabilité et en les liant à la section « Notes et références ».
POF (Plenty Of Fish) est un site de rencontre canadien disponible au Canada, aux États-Unis, en Australie, au Royaume-Uni et en France. Contrairement à la plupart des sites de rencontre, il est totalement gratuit et se fait des revenus grâce à la publicité.
Toutefois, le site a une option premium payante permettant d'afficher le statut de membre « sérieux » et ainsi attirer l'attention, de voir plus de détails sur les autres membres ou encore, savoir quand l'interlocuteur a vu un message. Le fondateur du site est Markus Frind.

## Historique
En 1999, Markus Frind est diplômé en technologie des systèmes informatiques par la British Columbia Institute of Technology. En 2004, le site fut créé et resta une entreprise indépendante jusqu'en 2009 où il s'associa avec Frind. Peu à peu, le site devint reconnu pour sa garantie de gratuité.